# Bicoccai csata (1522)
A bicoccai csata 1522. április 27. napján I. Ferenc francia király és V. Károly német-római császár csapatai között a Milánótól északra fekvő Bicoccában (1923 óta Lombardia fővárosának része) zajlott le.

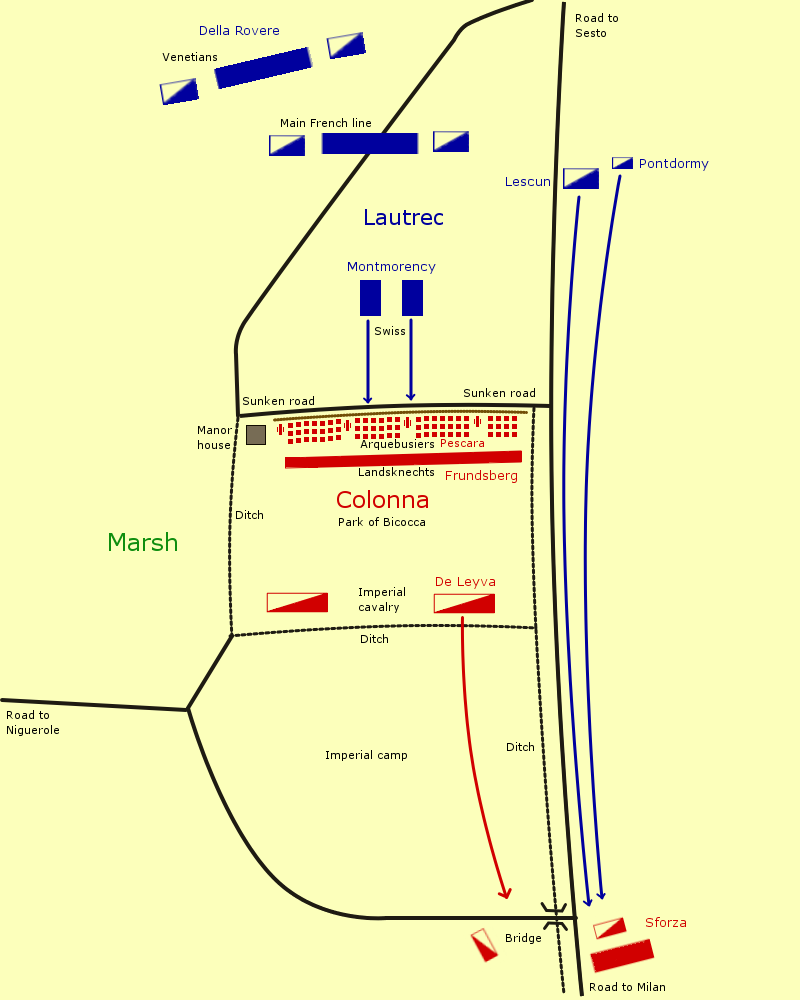
A csata térképe

## Leírása
Az Odet de Foix parancsnoksága alatt álló francia és velencei csapatokat a Prospero Colonna parancsnoksága alatt álló spanyol, német birodalmi és pápai seregek legyőzték. Odet de Foix-nak ki kellett vonulnia Lombardiából, és a Milánói Hercegség a császár uralma alá került.
Ebben fontos szerepet játszottak a franciák oldalán, a berni Albrecht vom Stein meg a Sankt Gallen-i Arnold Winkelried von Unterwalden és Ulrich von Sax vezetése alatt álló svájci konföderációs csapatok, akikre a Prospero Colonna vezetése alatt álló császári csapatok vereséget mértek. Ez a fiaskó nagyrészt annak volt betudható, hogy a spanyol muskétások és tüzérség túlerőben voltak a svájci pikásokkal szemben.
A svájci csapatok írnoka a későbbi berni drámaíró, festő, grafikus, reformátor és államférfi, Niklaus Manuel volt.

## Fordítás
- Ez a szócikk részben vagy egészben  a   Schlacht bei Bicocca című német Wikipédia-szócikk ezen változatának fordításán alapul.  Az eredeti cikk szerkesztőit annak laptörténete sorolja fel. Ez a jelzés csupán a megfogalmazás eredetét és a szerzői jogokat jelzi, nem szolgál a cikkben szereplő információk forrásmegjelöléseként.